# Kaplica Kościoła Ewangelicko-Augsburskiego w Olsztynku
Kaplica Kościoła Ewangelicko-Augsburskiego w Olsztynku – znajduje się przy ul. Mrongowiusza 19 w Olsztynku. Kaplica została wybudowana w 1939 roku i jest własnością parafii ewangelicko-augsburskiej w Olsztynie, należącej do Diecezji Mazurskiej. Proboszczem tejże parafii przez wiele lat był bp Rudolf Bażanowski, który był także zwierzchnikiem Diecezji Mazurskiej. Od 2018 roku, proboszczem olsztyńskich luteran jest ksiądz Łukasz Stachelek. Opieką duszpasterską na terenie Gminy Olsztynek zajmuje się wikariusz.
W budynku poza kaplicą mieści się siedziba filiału parafii ewangelicko-augsburskiej w Olsztynie oraz mieszkanie wikariusza. Nabożeństwa odbywają się w niedziele i święta o godzinie 9:00. W kaplicy poza nabożeństwami odbywają się m.in. lekcje religii ewangelickiej, Spotkania Modlitewne, Godziny Biblijne.
Na podstawie porozumienia z 1974 roku pomiędzy Kościołem Metodystycznym a Kościołem Ewangelicko-Augsburskim Parafia Ewangelicko-Metodystyczna w Olsztynku współużytkuje kaplicę luteran.